# Felipe Ondo Obiang
Felipe Ondo Obiang Alogo (ur. 1938) – polityk z Gwinei Równikowej.
Pełnił funkcję ministra edukacji w okresie rządów prezydenta Francisco Macíasa Nguemy. Wskazuje się, że w tym charakterze brał udział w represjach wobec przeciwników ówczesnego reżimu. Po zamachu stanu z sierpnia 1979 i dojściu do władzy Teodoro Obianga Nguemy Mbasogo utrzymał istotne miejsce w łonie rządzącej elity. Był, między innymi, ponownie ministrem edukacji, ministrem kultury oraz ministrem sportu. Przewodniczył również Izbie Reprezentantów Ludowych (do 1995). 
Przeszedł do opozycji i, wraz z innymi dysydentami, znalazł się wśród założycieli nielegalnej Fuerza Demócrata Republicana (FDR). W październiku 1995 został aresztowany, był przetrzymywany w dystrykcie Mongomo, ostatecznie zdołał zbiec do Gabonu. W 1997 na zlecenie gwinejskich władz został, wraz z innym prominentnym działaczem partyjnym, porwany i przewieziony do ojczyzny, następnie zaś aresztowany. Został zwolniony dopiero w wyniku nacisków gabońskiego rządu oraz Komisji Praw Człowieka ONZ. Po wyjściu na wolność otrzymał zakaz wjazdu do kontynentalnej części kraju.
Podejmował próby zalegalizowania działalności FDR, w wyniku czego został skazany na dwa lata więzienia za obrazę głowy państwa, ostatecznie wyszedł na wolność 13 marca 2001.  W 2002 znalazł się wśród skazanych na kary wieloletniego więzienia za próbę zorganizowania zamachu stanu. Otrzymał łącznie 20 lat więzienia, miał być również poddawany torturom. Zwolniony w 2008, powrócił do aktywności politycznej. W 2018 został zatrzymany ponownie.